# Boeing GA-1
Boeing GA-1 — первый американский штурмовик выпускавшийся серийно. Представлял собой двухмоторный триплан с мотогондолами на среднем крыле и толкающими винтами. Был разработан группой военных инженеров Инженерного отдела Авиационной службы Армии США под руководством Айзека М. Ладдона, в соответствии с требованиями представленными 15 октября 1919 года. 
Первый полёт прототипа состоялся 3 апреля 1920 года.

## История создания
В эпоху начального развития и становления авиации формировались различные типы самолётов, чьи конструктивные особенности были обусловлены совокупностью задач на них возлагаемых. Так возникла необходимость иметь штурмовик — самолёт предназначенный для непосредственной поддержки сухопутных войск над полем боя. Большинство современных тому времени машин на роль штурмовика не годились, имея слабое вооружение, неудовлетворительную маневренность и слабую защищённость (отсутствие бронирования). Поиск самолёта пригодного для поражения целей над полем боя привел Авиационную службу Армии США к формированию требований на такую машину представленных 15 октября 1919 года.
Разработка самолёта в соответствии с требованиями была доверена специалистам Инженерного отдела Авиационной службы Армии США. Работы коллектива под руководством Айзека М. Ладдона привели к созданию прототипа названного GAX (ground attack, experimental). Машина была построена в мастерских авиабазы МакКук-Филд и 3 апреля 1920 года пилот Гарольд Р. Гаррис совершил на ней первый полёт. В полёте была отмечена плохая управляемость, сильная вибрация и шум, однако уже 7 июня 1920 года была заказана постройка 20-ти самолётов. В связи с невозможностью изготовления такого количества машин мастерскими МакКук-Филд, контракт на постройку был подписан с фирмой Боинг. Впоследствии заказ был сокращён до 10 самолётов. Изготовленные машины получили фирменное обозначение «Модель 10», а военные после принятия на вооружение присвоили название GA-1.

## Конструкция

### Технические характеристики
- Экипаж: 5 человек
- Длина: 10,27 м
- Размах крыла: 19,97 м
- Высота: 4,36 м
- Площадь крыла: 200,08 м²
- Профиль крыла:
- Масса пустого: 3 553 кг
- Масса снаряженного:
- Нормальная взлетная масса: 4 729 кг
- Максимальная взлетная масса:
- Двигатель Liberty L-12
- Мощность: 2x 435 л. с.

### Лётные характеристики
- Максимальная скорость: 169 км/ч
  - у земли:
  - на высоте м:
- Крейсерская скорость: 154 км/ч
- Практическая дальность: 563 км
- Практический потолок: 3 505 м
- Скороподъёмность: м/с
- Нагрузка на крыло: кг/м²
- Тяговооружённость: Вт/кг
- Максимальная эксплуатационная перегрузка:

### Вооружение
- Пушечно-пулемётное:
  - 1× 37-мм пушка Baldwin, 8х 7,62-мм пулеметов Browning
- Бомбовая нагрузка: 10 легких осколочных бомб [1]